# Totoești, Iași
Totoești este un sat în comuna Erbiceni din județul Iași, Moldova, România.
La numai 28 km depărtare de municipiul Iași, în Podișul Moldovei, și la 3 km distanța de D.N.28, ce trece prin localitatea Podu Iloaiei, se găsește așezat satul Totoești.
Din punct de vedere administrativ, satul Totoești face parte, alături de Erbiceni, Bîrlești, Sprinceana și Spinoasa din comuna Erbiceni.
Unele mărturii istorica atestă prezența populației și așezării acestui sat încă din perioada medievală, în timpul domniei lui Ștefan cel Mare, cel care a dat numele satului.
Legenda spune ca în drumul sau spre Hârlău, Ștefan întâlnea mereu la hotar mereu același paznic, pe care îl întreba: "tot tu ești?"; paznicul răspundea: "tot eu sunt, Măria-Ta!" De aici și denumirea Totoești.
Pe dealul Țintea au fost descoperite vase de ceramica și unelte datând de la mijlocul secolului al II-lea î.Hr.
Privind structura etnica, 80% sunt români, de confesiune creștin-ortodoxă, iar 20% sunt români de etnie romă. Populația activă lucrează în agricultură, în mica industrie privată, în sectoare bugetare.
Localitatea Totoești și localitatea Aucaleuc din Franța,  sunt înfrățite începând cu anul 1991. 
Satul Totoești se încadrează în rândul celor de tip răsfirat, având case rare, grădini amenajate de-a lungul văii, a drumurilor, dar și pe un platou așezat în apropierea șoselei ce face legătura între sat, localitatea Podu Iloaiei, comuna și D.N.28.
Școala din satul Totoești datează de la începutul secolului XX-lea, iar cel care a pus bazele ei a fost învățătorul Botoșeneanu. Sub îndrumarea acestuia s-a construit prima clădire a școlii și au fost instruite primele generații care au dat și cei dintâi intelectuali ai satului: Ojog Neculai, Costin Dumitru și Simionescu Jan.
Între anii 1935-1947, cel care s-a ocupat de educația fiilor satului a fost  învățătorul Onica Gheorghe,  fiu al comunei. După acesta, a urmat la conducerea școlii un alt fiu al satului, învățătorul Afrasinei Neculai, împreuna cu soția sa, de profesie educatoare.
Mărindu-se populația școlara, în anul 1950 a fost construit un nou local de școala, înființându-se patru posturi de învățători.
Dintre învățătorii care au funcționat în perioada 1950-1962 amintim pe Nicoara Elena, Afrăsinei Neculai, Agape Livia, Alupei Voicuța. După anul  1962 a apărut posibilitatea înființării claselor gimnaziale, fiind necesară mărirea spațiilor de școlarizare. Absolvenții se îndreaptă în număr tot mai mare spre licee pedagogice, teoretice, școli profesionale și mulți dintre ei urmează și studii superioare, devenind profesori, ingineri, medici, juriști, economiști, poeți, spre mândria părinților și a dascălilor.
Amintim câteva nume: dintre profesori- Simionescu Jan, Agape Ioan, Nistor Mariana, Afrăsinei Dan, Bâlcu Virginia, Bulancea Dan, Apăvăloaiei  Dragos, Ojog Aurica, Ojog Nicoleta, Simionescu Constantin, Cruceanu Maria, Bulancea Cătălina, Strâmbeschi Maria, Apăvăloaiei Alina, Beldiman  Cornelia, Apăvăloaei Marius-Constantin, Ghidim Bogdan-Dumitru, Lupu Raluca; dintre ingineri- Enache B., Bîlcu Ion, Costin Paul, Muntean Ștefan, Nistor Ioniță, Beldiman Gheorghe, Croitoru Gheorghe, Irimița Ion, Beldiman Mariana; medici, astenți medicali și farmaciști- Bulancea Daniela, Munteanu (Bîlcu) Mariana, Alupei Voicu, Croitoru Andrei-George, Croitoru Florin, Bîlcu Ecaterina, Neagu Mihaela; juriști- Toma Vasile, Dodița Ștefan, Lupu Virginia, Irimița Lavinia; ofițeri- Strâmbeschi Valentin, Alupei G.; economiști- Afrasinei Nelu, Beldiman Liliana; preoți- Ispir Marcel; învățători-educatori- Apăvăloaei Elena, Bulancea Aurica, Munteanu Emilia, Lăzarescu Ecaterina, Ștubei Elena, Cruceanu Elena, Bâlcu Elena, Flămânzeanu Virginea, Butuc Costel., Apăvăloaei  Constantin, Adamachi Gheorghe, Bâlcu Maria, Ojog Elena, Ilie C., Beldiman Irina, Nistor Angela, Ciubotaru Cristina, Nistor Lăcrămioara; sportivi- Nistor Mihai(box).
După numărul mare de intelectuali ridicați din satul Totoești, cu pregătire în toate domeniile vieții sociale, se poate concluziona că atât sătenii, cât și colectivul de cadre didactice au fost și sunt preocupați de pregătirea temeinică a fiilor satului și de afirmare a acestora.
După anul 1980 s-a construit un nou local de școală, datorită măririi efectivelor de elevi și a generalizării învățământului de 10 ani, local care a fost dat în folosință în anul 1985.
Școala a avut permanent cadre didactice localnice și navetiste cu o bună pregătire profesională și care, prin activitatea lor au făcut cinste școlii, lucru demonstrat și de un număr apreciabil de absolvenți care-și continuă studiile la licee de prestigiu.
Condițiile în care se desfășoară învățământul din satul Totoești sunt bune; elevii învață într-un singur schimb, au spații dotate corespunzător și care oferă o atmosferă propice instrucției.
În momentul de față, școala își construiește destinele sub îndrumarea unui colectiv didactic competent, cautând zi de zi să modernizeze și să îmbogățească baza materială a școlii, să îndrume cu tact și competență  activitatea continuă de înzestrare spirituală a noii generații.